# Coopernookia polygalacea
Coopernookia polygalacea är en tvåhjärtbladig växtart som först beskrevs av De Vriese, och fick sitt nu gällande namn av Carolin. Coopernookia polygalacea ingår i släktet Coopernookia, och familjen Goodeniaceae. Inga underarter finns listade i Catalogue of Life.